# Vermicella annulata
Espèce
Synonymes
- Calamaria annulata Gray, 1841
- Elaps occipitalis Duméril, Bibron & Duméril, 1854
- Vermicella lunulata Krefft, 1869
- Furina occipitalis Boulenger, 1896
- Rhynchelaps latizonatus De Vis, 1905

Vermicella annulata est une espèce de serpents de la famille des Elapidae.

## Répartition
Cette espèce est endémique d'Australie. Elle se rencontre au Queensland, en Nouvelle-Galles du Sud, au Victoria, dans le sud-est de l'Australie-Méridionale et dans le nord du Territoire du Nord.

## Publication originale
- Gray, 1841 : A catalogue of the species of reptiles and amphibia hitherto described as inhabiting Australia, with a description of some new species from Western Australia.  Journals of Two Expeditions of Discovery in North-west and Western Australia, during the years 1837, 38 and 39, under the Authority of Her Majesty's Government, T. & W. Boone, London, vol. 2, p. 422–449 (texte intégral).